# Ključar
Ključar či chartofilax je v pravoslavné církvi služba kněze, který zastupuje představeného chrámu.
Duchovní má na starosti církevní náčiní, dohlíží na bohoslužby a je držitelem klíčů od chrámu.
Ključar může mít také svoje podključary.
V monastýrech podobnou funkci vykonává oikonomos (ekonom).